# Артур Хэрроу
А́ртур Хэ́рроу (англ. Arthur Harrow) — злодей из комиксов Marvel, являющийся врагом Лунного рыцаря.

## Вымышленная биография
Артур — гениальный учёный, одержимый теорией боли. Он создавал солдат-зомби, которые не могут чувствовать её. В комиксах у него нет суперсил. Хэрроу появлялся лишь в одном выпуске. В нём он противостоит Лунному рыцарю и Доктору Граалю, терпя поражение. Известно, что Артур был номинирован на Нобелевскую премию.

## Критика
Джо Джордж из Polygon сравнивал персонажа со злодеем из фильма про Джеймса Бонда.

## Вне комиксов
Артур Хэрроу является главным антагонистом сериала «Лунный рыцарь», который вышел в 2022 году в рамках четвёртой фазы медиафраншизы «Кинематографическая вселенная Marvel». Его роль исполняет Итан Хоук.